# Alfred Mascuraud
Alfred Mascuraud est un homme politique français né le 18 octobre 1848 à Paris où il est décédé le 27 octobre 1926.

## Biographie
Industriel dans la bijouterie fantaisie, il crée en 1873 la chambre syndicale de la bijouterie fantaisie, qu'il préside jusqu'en 1902. Il crée aussi une école pour former les ouvriers de cette branche professionnelle. Il est président du conseil des Prud'hommes de la Seine. Il est fréquemment consulté par les ministres chargés du travail et est membre de nombreux comités consultatifs. 
Il est le créateur, en 1899, du Comité républicain du commerce, de l'industrie et de l'agriculture, appelé « comité Mascuraud », avec des délégations dans tous les départements. C'est un très important relais de lobbying pour les petits patrons et les commerçants, qui appuient les positions des radicaux. Il joue également un rôle de bailleur de fonds électoraux pour le parti radical.
Il est sénateur de la Seine de 1905 à 1926.
Il est inhumé au cimetière du Père-Lachaise (62e division).